# جيم ناش
جيم نـاش (بالإنجليزية: Jim Nash)‏ هو لاعب كرة قاعدة أمريكي، ولد في 9 فبراير 1945 في هاوثورن في الولايات المتحدة.

## وصلات خارجية
- جيم نـاش على موقع دوري كرة القاعدة الرئيسي (الإنجليزية)
- جيم نـاش على موقعبيزبول رفرنس.كوم (الدوري الرئيسي) (الإنجليزية)
- جيم نـاش على موقعبيزبول رفرنس.كوم (الدوري الثانوي) (الإنجليزية)